# Le Grès
Le Grès är en kommun i departementet Haute-Garonne i regionen Occitanien i södra Frankrike. Kommunen ligger i kantonen Cadours som tillhör arrondissementet Toulouse. År 2022 hade Le Grès 464 invånare.

## Befolkningsutveckling
Antalet invånare i kommunen Le Grès
Referens:INSEE